# Elena Duque
Elena Duque (1980) és cineasta, programadora i crítica de cine hispano-veneçolana. Com a cineasta, ha realitzat diversos curtmetratges d’animació i experimentals, entre ells Cómo hacer un fanzine, exhibit al CA2M de Madrid, De cara a la galeria, estrenat a Curta 8 (Curitiba, Brasil), La mar salada, seleccionat als festivals de Verín i al D’A de Barcelona, i a l’exposició Cibermujeres a Neomudéjar, Madrid i Valdediós, part de la Secció Oficial del Festival Punto de Vista 2020, així com al London Animation Film Festival, Les Inattendus (Lyon), el Festival de Curtmetratges d’Hamburg, Experiments in Cinema (Alburquerque, EEUU) i Milwaukee Underground Film Festival. Ha creat també capçaleres per a festivals com FilMadrid, SACO i (S8) Mostra de Cinema Periférico, així com diversos vídeos musicals i d’encàrrec. Al 2020, una sessió monogràfica dels seus treballs personals i encàrrecs va tenir lloc al Echo Park Film Center a Los Angeles, EEUU.
Com a programadora, ha treballat per a festivals de cine com el de Gijón, el de Rotterdam i el Bafici (Buenos Aires), festival per al que ha editat el llibre Val del Omar. Más allá de la órbita terrestre al 2015. També ha realitzat programes per al Images Festival de Toronto, Tabakalera (San Sebastián), per a la San Francisco Cinemateque, per al Festival de Jóvenes Realizadores de Granada, SACO i la Cineteca Matadero de Madrid. Actualment és programadora i cap de departament editorial d’(S8) Mostra de Cinema Periférico de A Coruña i del Festival de Cine Europeo de Sevilla. Ha col·laborat en publicacions com el Diario Público, Arte Contexto, Caimán Cuadernos de Cine, Lumière, La Furia Umana i el blog del CCCB. A més a més d’aquestes tasques, és editora del llibre 8 super 8, sobre cineastes que treballen en super 8, i és autora del llibre infantil Fortunata, editat per la Autoridad Portuaria de Gijón.
Com a docent, ha dictat la conferència «Cine de papel y tijera. Collage y animación experimental en España» i el taller «Animación Povera» a les cinemateques de Sao Paulo i Porto Alegre (Brasil) dins la programació del MIRA – Mostra de Novo Cinema Espanhol 2015. També ha dirigit tallers d’animació al CICUS (Sevilla), al FIJR (Granada) i a La Casa Encendida (Madrid), ha impartit tallers sobre cine experimental, animació i cine de no ficció en centres com Master LAV a Madrid i l’Aula Xcèntric del CCCB, a Barcelona.